# Alenatea wangi
Espèce
Alenatea wangi est une espèce d'araignées aranéomorphes de la famille des Araneidae.

## Distribution
Cette espèce est endémique du Shanxi en Chine,.

## Publication originale
- Song, Zhu & Chen, 1999 : The Spiders of China. Hebei Science and Technology Publishing House, Shijiazhuang, p. 1-640.